# Campeonato nacional de Estados Unidos 1897
Lista de los campeones del Campeonato nacional de Estados Unidos de 1897:

## Senior

### Individuales masculinos
Robert Wrenn vence a  Wilberforce Eaves, 4–6, 8–6, 6–3, 2–6, 6–2

### Individuales femeninos
Juliette Atkinson vence a  Elisabeth Moore, 6–3, 6–3, 4–6, 3–6, 6–3

### Dobles masculinos
Leo Ware /  George Sheldon vencen a  Harold Mahony /  Harold Nisbet, 11–13, 6–2, 9–7, 1–6, 6–1

### Dobles femeninos
Juliette Atkinson /  Kathleen Atkinson vencen a  Mrs. Edwards /  Elizabeth Rastall, 6–2, 6–1, 6–1

### Dobles mixto
Laura Henson /  D.L. Magruder vencen a  Maud Banks /  B.L.C. Griffith, 6–4, 6–3, 7–5
| Predecesor: 1896                         | Campeonato nacional de Estados Unidos 1897 | Sucesor: 1898                         |
| Predecesor: Campeonato de Wimbledon 1897 | Grand Slam 1897                            | Sucesor: Campeonato de Wimbledon 1898 |

- Datos: Q2620520